# Гробниця Ноя
Гробниця Ноя також азербайджанською мовою Гробниця пророка Нуха (азерб. Nuh peyğəmbərin türbəsi) — мавзолей — тюрбе в південній частині міста Нахічевань (Азербайджан) на території Кохня-гали (Старої фортеці).

## Історія
За інформацією з Енциклопедичного словника Брокгауза і Ефрона, заснування гробниці Ноя, яку показували місцеві вірмени, деякі перські та вірменські історики відносять до 1539 році до н. е. . Як відзначав інспектор Нахічеванського міського училища К. А. Нікітін завдяки переказам і релігійному почуттю вірмен, гробниці Ноя та інших членів його сім'ї, збереглися від руйнування, підтримуються і відновлюються так щоб не втратити свого первісного вигляду. «Кавказький календар» за 1852 рік, перераховуючи християнські і мусульманські пам'ятники Нахічевані, відносить гробницю Ноя до християнських.
За описом гробниця представляла з себе каплицю, яка є залишком колишньої церкви. У минулому ця каплиця була нижнім поверхом існуючої тут церкви. Увійти до каплиці можна було спустившись сходинками. Внутрішня частина храму була майже кругла і зі склепіннями, які підтримував кам'яний стовп, що знаходиться по центру. Під ним, за вірменським переказами, знаходиться прах Ноя
Шотландський мандрівник Джон Фостер Фрезер побувавши в регіоні в 20-х роках XX століття відзначав що місце вважалося у вірмен святим . Під час свят, вірмени натовпами приходили до каплиці, де після поклоніння могилі Ноя і принесення дарів, мали звичай прикріплювати маленькі камінчики до склепіння каплиці. Забобонні вірмени вважали, що якщо їх камінчики пристануть то їх бажання і прохання будуть виконані .
В теперішньому вигляді мавзолей побудований за рішенням місцевої влади від 2006 року. Гробниця складається із залишків нижнього поверху колишньої каплиці. До склепу спускаються сходами. Посеред склепу стоїть кам'яний стовп. За переказами, під цим стовпом знаходяться мощі Ноя. У Національному Музеї мистецтв Азербайджану збереглася картина Бахруз Кенгерлі, що зображає стан могили Ноя, в якому вона перебувала 100 років тому.

## Галерея

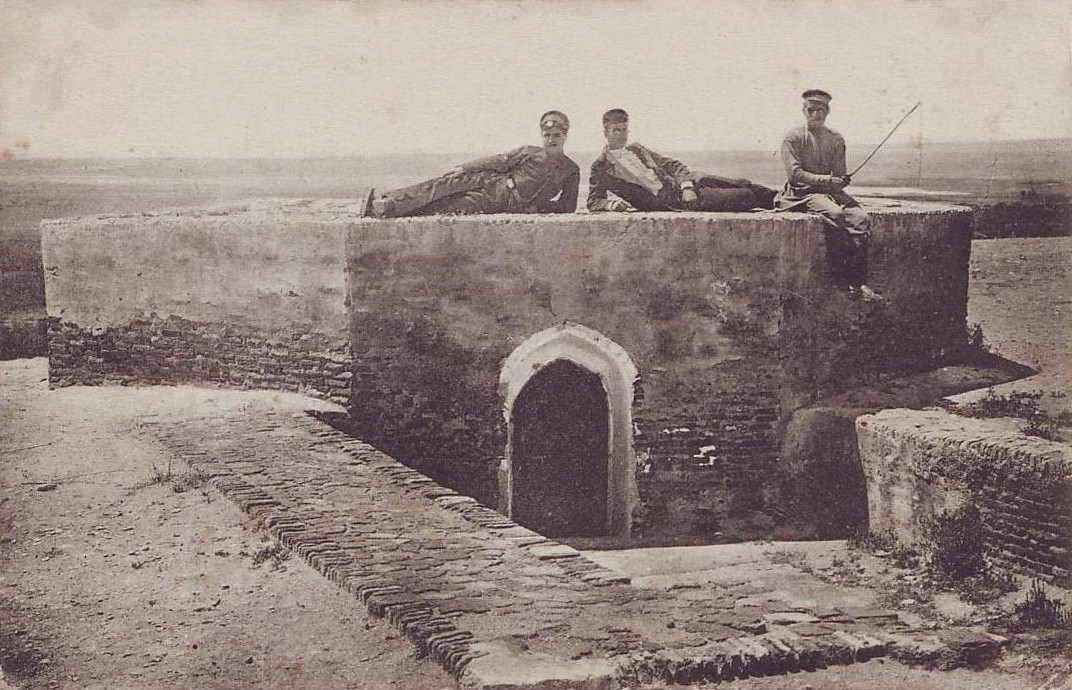
Поштова листівка Російської імперії
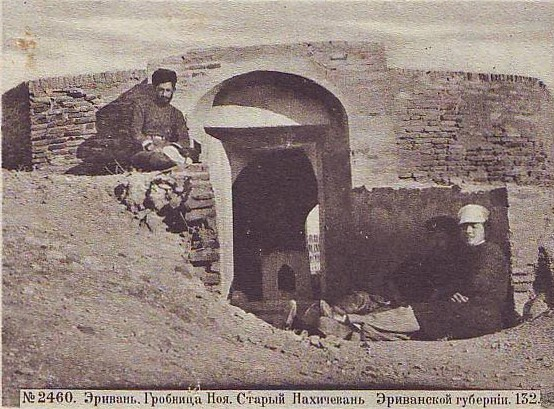
Поштова листівка Російської імперії
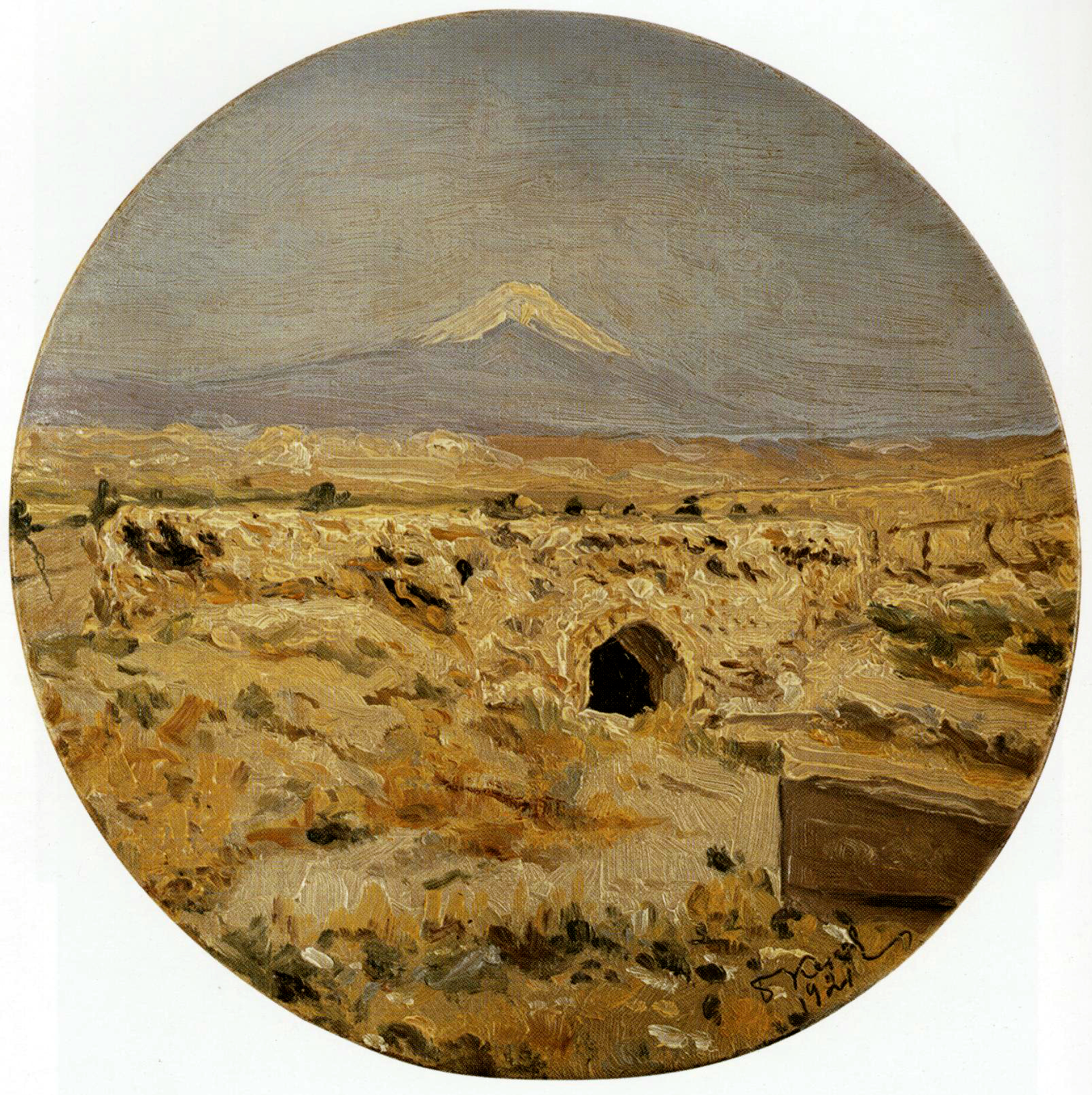
Мавзолей на картині Бахруз Кенгерлі, початок XX століття
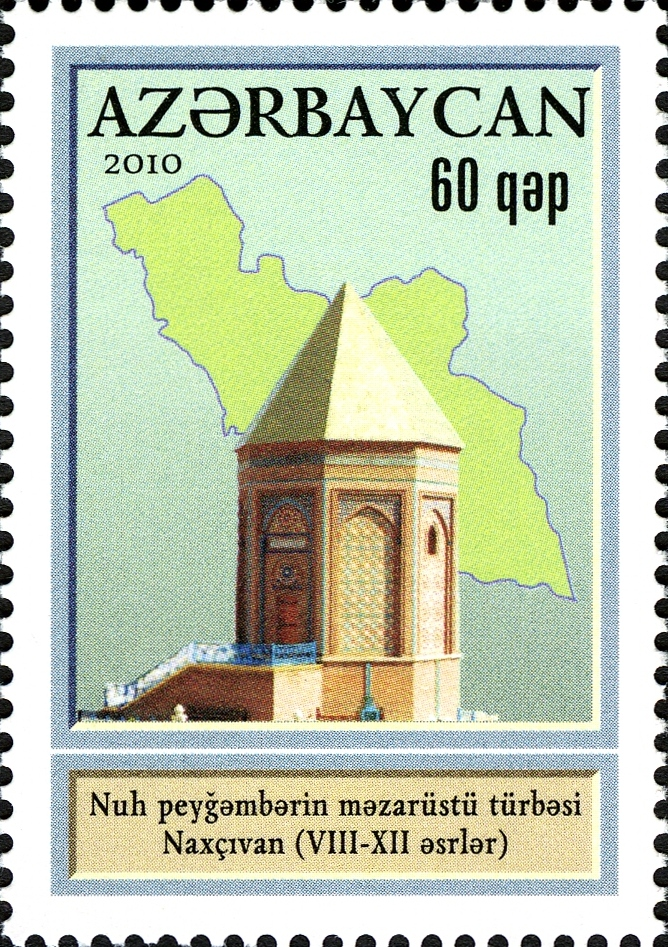
Поштова марка Азербайджану 2010
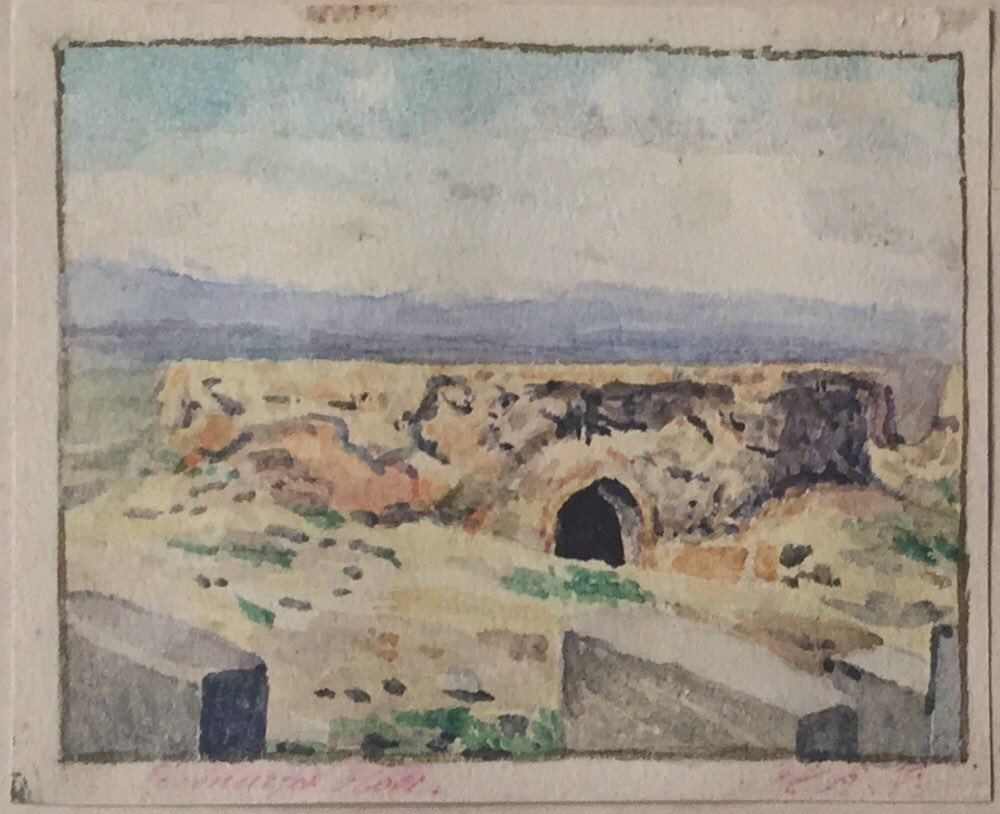
Мавзолей на картині Бахруза Кенгерлі, початок XX століття
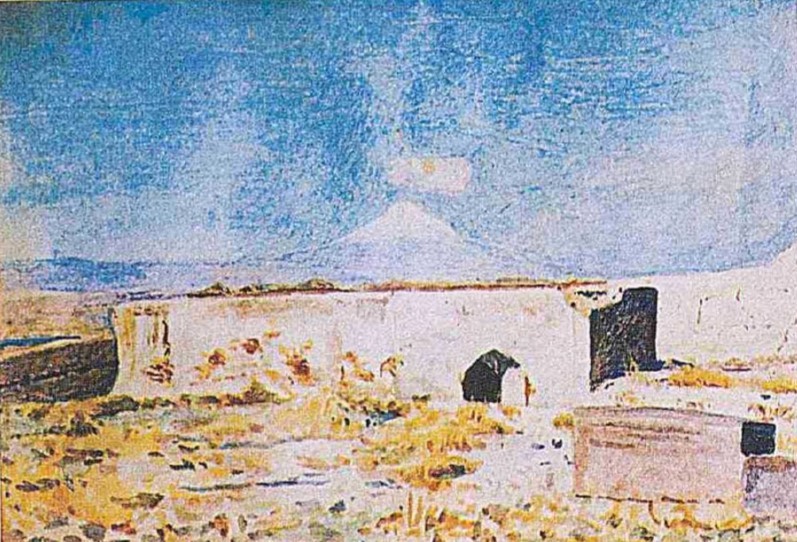
Мавзолей на картині Бахруза Кенгерлі, початок XX століття